# St George's Day
Pour plus de détails, voir Fiche technique et Distribution.
St George's Day est un film britannique réalisé par Frank Harper, sorti en 2012.

## Synopsis
Micky Mannock et Ray Collishaw, deux redoutables gangsters londoniens, voient leur autorité sur la criminalité de la capitale mise à mal lorsqu'ils perdent une cargaison de cocaïne appartenant à la mafia russe. Ils mettent alors au point un audacieux vol de diamants à Berlin qui pourrait leur permettre de rembourser leur dette alors que la police et les Russes sont sur leurs traces. 

## Fiche technique
- Réalisation : Frank Harper
- Scénario : Urs Buehler et Frank Harper
- Photographie : Mike Southon
- Montage : Nick McCahearty
- Musique : Tim Atack
- Sociétés de production : Double D Productions et Elstree Studio Productions
- Pays d'origine :  Royaume-Uni
- Langue originale : anglais
- Format : couleur - 2,35:1 - Dolby Digital
- Genre : film de gangsters
- Durée : 109 minutes
- Dates de sortie : 
  -  Royaume-Uni : 7 septembre 2012

## Distribution
- Frank Harper : Micky Mannock
- Craig Fairbrass : Ray Collishaw
- Charles Dance : Trenchard
- Vincent Regan : Albert Ball
- Dexter Fletcher : Levi
- Nick Moran : Richard
- Keeley Hazell : Peckham Princess
- Jamie Foreman : Nixon
- Sean Pertwee : Proctor
- Luke Treadaway : William Bishop
- Zlatko Burić : Vladimir Sukhov

## Accueil
Le film a réalisé 4 430 entrées au Royaume-Uni.
Il recueille 20 % de critiques favorables, avec une note moyenne de 3,6/10 et sur la base de 10 critiques collectées, sur le site Rotten Tomatoes.